# Vendrogno
Vendrogno ist eine Fraktion der italienischen Gemeinde (comune) Bellano in der Provinz Lecco, Region Lombardei.

## Geographie
Der Ort liegt etwa 20 km nördlich der Provinzhauptstadt Lecco und 60 km nördlich der Millionen-Metropole Mailand auf einer Höhe von 731 m s.l.m. in den Bergamasker Alpen. Verdogno entstand auf einer Terrasse an den Südhängen des Monte Muggio (1799 m s.l.m.) auf der orographisch rechten Talseite des vom Torrente Pioverna durchflossenen Muggiasca-Tal, wie der untere schmalere Teil des Sassina-Tals auch genannt wird. Das Tal zweigt bei Bellano am Comersee in südöstlicher Richtung ab und wird auf seiner ganzen Länge vom Pioverna durchflossen.

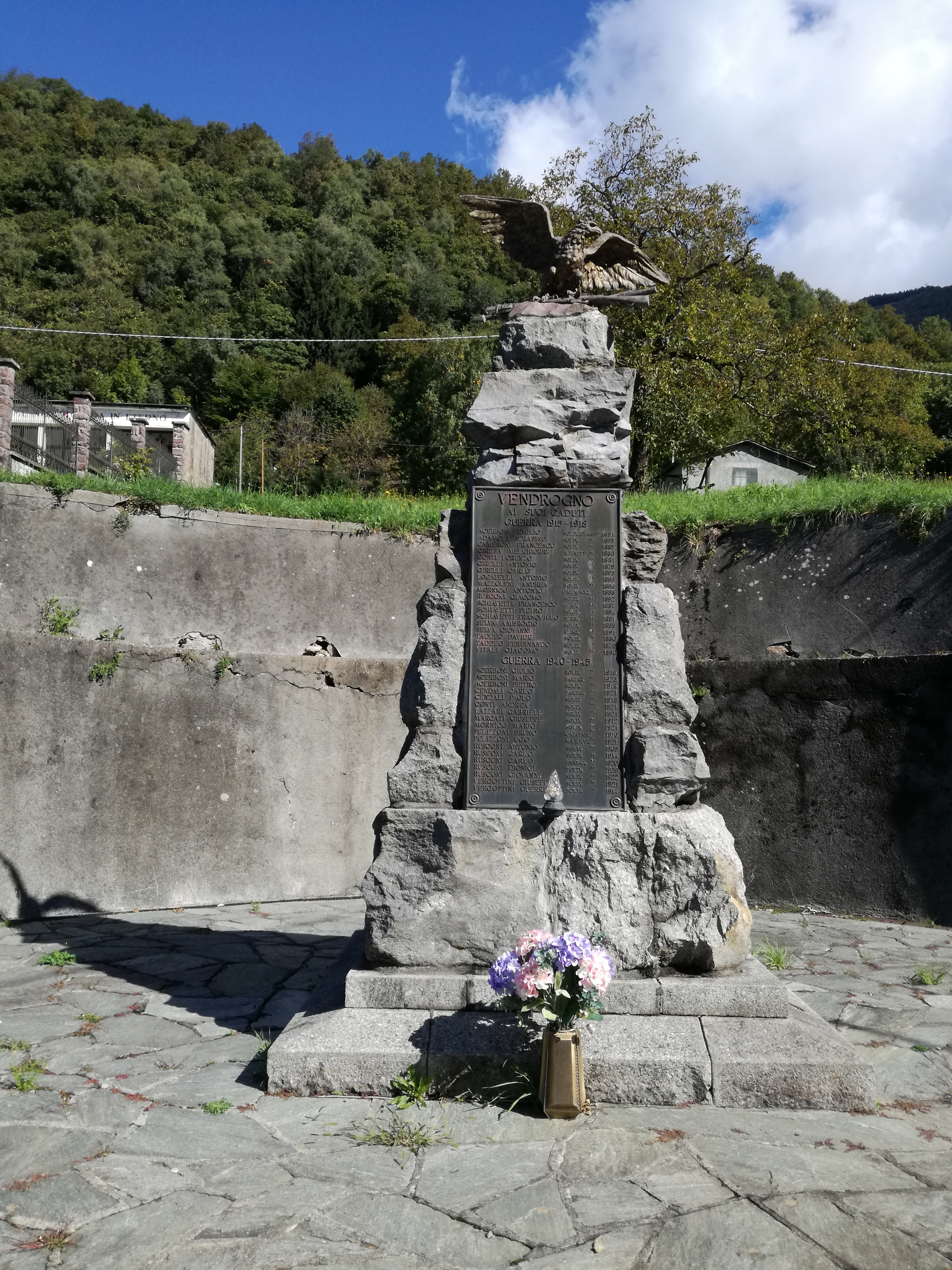
Kriegerdenkmal im Ortsteil Inesio

## Geschichte
Ein im Ortsteil Inesio zu Beginn des 20. Jahrhunderts entdeckter römischer Gedenkstein, weist auf die Präsenz der Römer in diesem Gebiet hin. Im Krieg zwischen den Viscontis aus Mailand und der Republik Venedig um die Vorherrschaft in Norditalien im 15. Jahrhundert, errichteten die Mailänder hier mehrere Wehrtürme, von denen nur Spuren erhalten sind. Zwischen dem Ende des 18. Jahrhunderts bis zum Zweiten Weltkrieg war der Ort ein bekannter auch im Baedeker zitierter Luftkurort.
Vendrogno war bis 2019 eine eigenständige Gemeinde. Am 1. Januar 2020 schloss sich Vendrogno der Gemeinde Bellano an. Zur Gemeinde gehörten die Fraktionen Camaggiore, Comasira, Inesio, Mornico, Mosnico, Noceno und Sanico.
Die Nachbargemeinden waren Bellano, Casargo, Dervio, Parlasco, Taceno und Valvarrone. Die Gemeinde Vendrogno war Teil der Bergemeinschaft Valsassina, Valvarrone, Val d’Esino Riviera.